# Leste Europeu

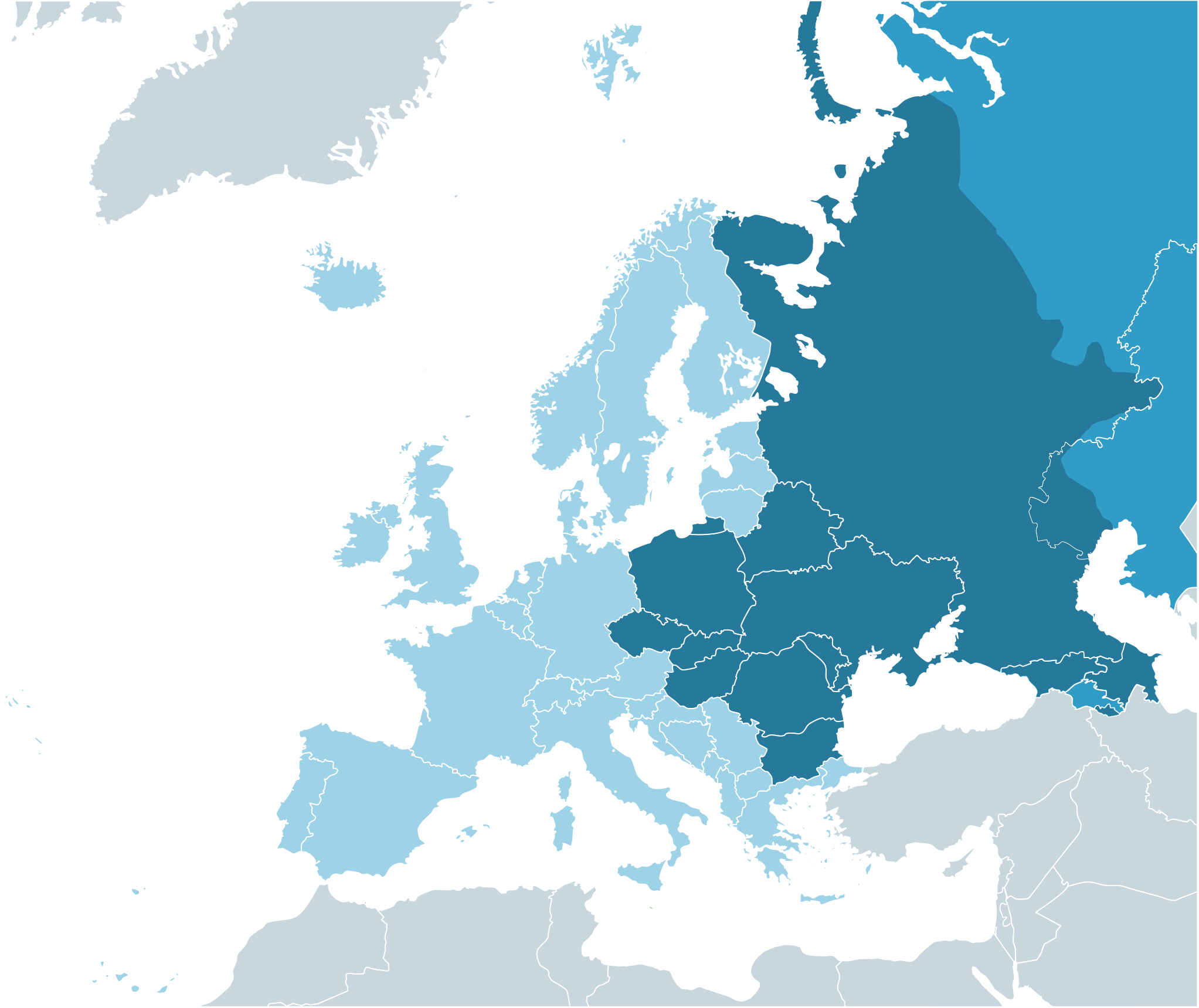
Leste Europeu

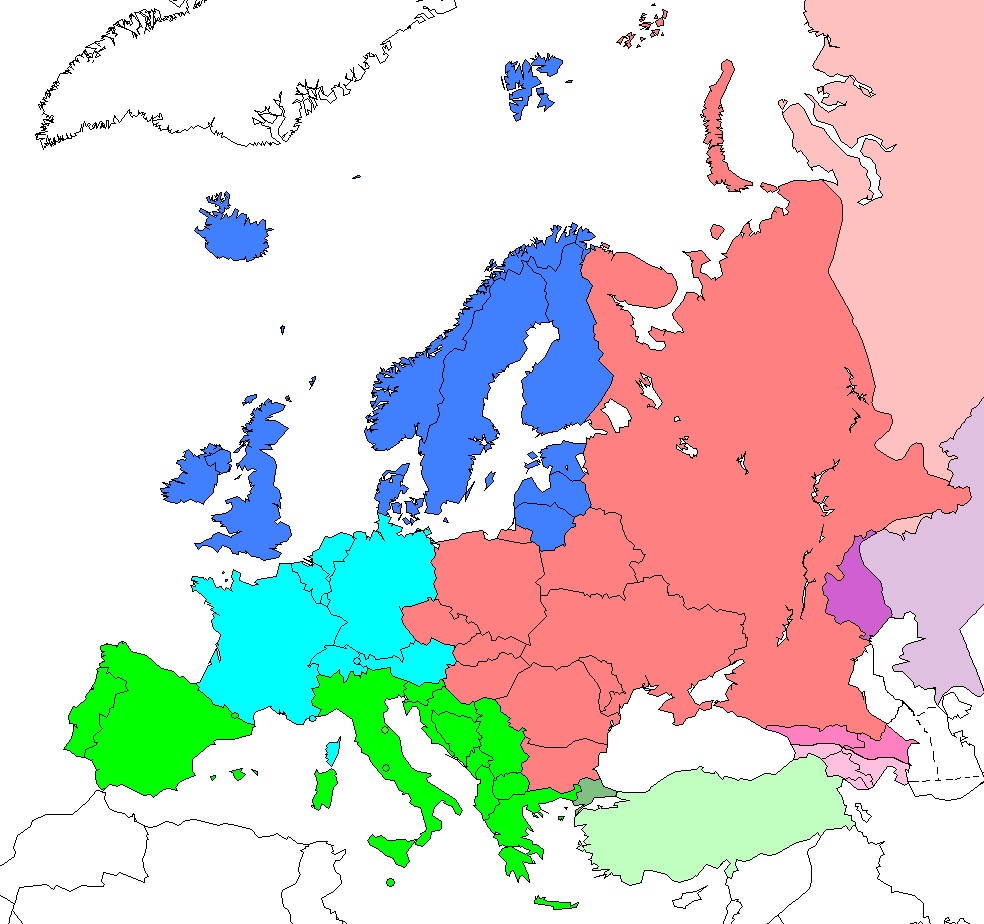
Divisão contemporânea da Europa por regiões de acordo com as Nações Unidas:
Leste Europeu
Europa setentrional
Europa ocidental
Europa meridional

O Leste Europeu, Europa Oriental ou Europa do Leste é uma região que abriga países situados na parte central ou oriental do continente europeu. Há várias interpretações para a abrangência do termo, frequentemente contraditórias e influenciadas por fatores geopolíticos e ideológicos. O número de países do Leste Europeu depende da área incluída em cada interpretação.
Ainda assim, mesmo que não tenham nenhuma homogeneidade absoluta, boa parte dos países da região apresentam várias similaridades tais como a presença forte de idiomas eslavos e da religião cristã ortodoxa. Além disso, a maioria destes (à exceção da Grécia) adotou em algum momento de suas histórias o regime econômico socialista e o regime político de partido único, quase todos entre os anos de 1945 e 1989.
A divisão entre Europa Oriental (ou Europa do Leste) e a Europa Ocidental ficou bem visível depois da divisão deste continente entre o bloco socialista e o capitalista, delimitada pela simbólica Cortina de Ferro. É considerada a Europa Oriental desde a fronteira germano-polonesa (germano-polaca), Hungria, Eslovênia, Croácia; até os montes Urais, divisão natural entre Europa e Ásia. O termo delimita duas regiões complementares, já que existiam duas "Europas Orientais"; uma com conotação geográfica e outra, política (do qual excluímos a Grécia), equivalendo à antiga área de influência da URSS.

## Interpretações

Proposta da Comissão permanente do nomes geográficos europeus para a delimitação da Europa de Leste e das outras regiões

No imaginário comum ocidental bem como na maioria das fontes ocidentais, o Leste Europeu é quase sinônimo do termo "países europeus pós-comunistas" (a única diferença é que atualmente já ninguém considera o território da antiga Alemanha Oriental parte do Leste Europeu).
Existem tentativas de transformar o Leste Europeu num termo puramente geográfico, diminuindo ou liquidando por completo a sua conotação histórica. É por isso que algumas fontes incluem no Leste Europeu a Grécia, e também às vezes o Chipre e a parte europeia da Turquia (países que nunca adotaram o regime comunista).
Uma outra tentativa de acabar com a conotação histórica do termo Leste Europeu foi feita pelas Nações Unidas, que na sua divisão das regiões do mundo excluem do Leste Europeu todos os países que integravam a antiga Iugoslávia e a Albânia (que fazem parte do Sul Europeu) e os países bálticos (que fazem parte do Norte Europeu).
Os habitantes e fontes nos países europeus pós-comunistas utilizam o termo Leste Europeu normalmente apenas em relação a países mais a leste geográfico da Europa, isto é, à Rússia, à Ucrânia, à Bielorrússia e à Moldávia. Os países situados a sul da Roménia, da Hungria e da Croácia são designados como os Balcãs, enquanto a Polónia, a República Checa, a Eslováquia, a Hungria, a Eslovénia e, às vezes, a Croácia são normalmente designados como Europa Central.

### Controvérsias acerca do termo

Classificação do CIA World Factbook:
Leste europeu
Sudeste europeu
Transcontinental

Alguns habitantes dos países pós-comunistas da Europa Central bem como dos países bálticos consideram frequentemente o termo Leste Europeu utilizado em relação aos países deles como pejorativo do ponto de vista cultural.
O que tem muito a ver com o facto de este termo ter sido definido e usado por nacionalistas alemães dos séculos XIX e XX em relação a povos localizados a leste da Alemanha em contextos racistas, que tinham como objectivo provar a inferioridade desses povos em relação à cultura germânica.
Errado do ponto de vista geográfico (grande maioria dos centros geográficos da Europa está localizada naqueles países ou muito perto deles, alguns até a leste deles, nas partes ocidentais da Bielorrússia e da Ucrânia) e obsoleto do ponto de visto político.
Depois do fim da Cortina de Ferro o uso do termo Leste Europeu em relação a todos os países europeus pós-comunistas perdeu qualquer sentido, uma vez que actualmente referir-se-ia aos países tão diferentes como a Eslovénia e a República Tcheca, países desenvolvidos, membros da NATO, União Europeia e com o PNB per capita maior do que o de alguns países da Europa Ocidental. Um país em vias de desenvolvimento, sendo o único ponto em comum entre estes países o passado comunista.
A insistência em utilizar o termo Leste Europeu da mesma forma que foi utilizado durante a Guerra Fria cria situações absurdas, como a de incluir em grupos diferentes países-irmãos como a Finlândia e a Estónia, que partilham os mesmos valores, sistema económico, político, religião e têm tradições, línguas e localização geográfica parecidas.

## História

Bandeira da antiga União Soviética.

O Leste Europeu foi uma das regiões do mundo onde a ideologia socialista mais ganhou adeptos e permaneceu mais tempo como regime político e econômico instituído. Já no século XIX, o socialismo em sua vertente utópica era utilizado por movimentos emancipacionistas dos povos da região em sua busca pela libertação dos grandes impérios (Otomano, Austro-Húngaro, Russo). Entre as décadas de 1870 e 1890, vários dos países balcânicos ganharam independência dos turcos e adotaram a monarquia como forma de governo (Bulgária, Romênia, Sérvia, Montenegro), enfrentando-se mais tarde nas Guerras balcânicas. Já os submetidos à Rússia e à Áustria-Hungria permaneceram subjugados. Com a Primeira Guerra Mundial e a Revolução Russa de 1917, o socialismo de orientação bolchevique passou a ser inspirador para inúmeros destes povos, principalmente onde a russofilia era mais acentuada (como na Bulgária).
No entreguerras (1918-1939), os impérios centrais foram derrotados e os povos do Leste Europeu, reorganizados em novos estados (como a Tchecoslováquia e a Iugoslávia, depois extintos, e a Polônia). Principalmente nas monarquias parlamentares, a política polarizou-se entre radicais simpatizantes do fascismo (então em ascensão na Europa Ocidental) e do comunismo. A ideologia definiu o lado a que se aliaram quando rebentou a Segunda Guerra Mundial: enquanto os governos de Hungria, Romênia e Bulgária se aliaram ao nazifascismo do Eixo, a Polônia, a Tchecoslováquia e a Iugoslávia foram invadidas, repartidas e anexadas ou colocadas sob estados-fantoche (como na Croácia e na Eslováquia).
A libertação de vários destes países foi feita com a ajuda do Exército Vermelho soviético, que os ocupava à medida que avançava em direção a Berlim (coração do III Reich) — com exceção da Iugoslávia, da Albânia e da Grécia, onde a expulsão dos nazifascistas foi obtida com a resistência armada dos patriotas (partisans). Nestes últimos três casos, à libertação se seguiram breves guerras civis tripartites, ou seja, entre comunistas, monarquistas e democratas-republicanos.
Assim, no imediato pós-guerra, o socialismo foi associado diretamente à causa da libertação nacional e, muito por influência da União Soviética, os partidos comunistas chegaram ao poder nos governos locais. Em alguns deles houve um golpe de Estado para que isso ocorresse, como na Romênia e na Polônia. Em outros, porém, a adesão ao socialismo foi espontânea e democrática (como na Tchecoslováquia, onde o PC local tinha votos de 40% do eleitorado). Além disso, os três países bálticos (Letônia, Estônia e Lituânia) foram anexados à URSS como repúblicas socialistas soviéticas.

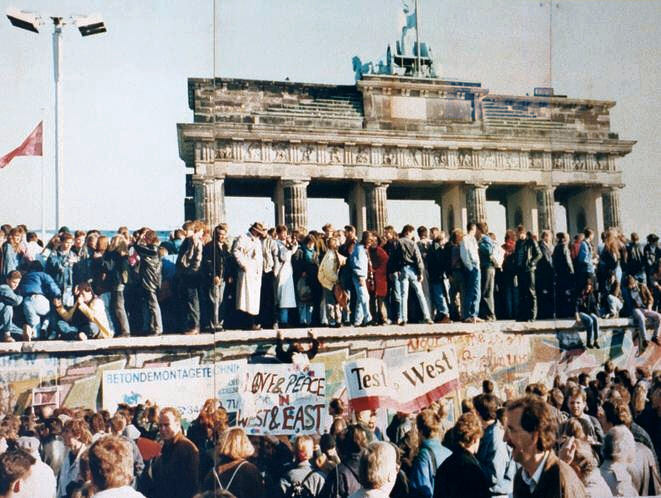
A Queda do Muro de Berlim, em 1989.

O Leste Europeu foi o palco central da Guerra Fria, fronteira direta entre o bloco socialista e as potências capitalistas em reconstrução pelo Plano Marshall. Dizia-se que uma "cortina de ferro" havia sido baixada na região. Nesse contexto, foram criadas entidades para unir os países socialistas do Leste em cooperação política (Cominform), econômica (COMECON) e militar (Pacto de Varsóvia). No entanto, a experiência do socialismo no Leste Europeu foi diretamente influenciada pela URSS, usando o modelo político-econômico soviético como parâmetro de posicionamento (contra; a favor; neutro). Muitos desses países foram submetidos a ditaduras de esquerda em graus maiores ou menores de stalinismo (como as de Enver Hoxha na Albânia ou de Jivkov na Bulgária). A Iugoslávia de imediato rompeu com a orientação de Moscou e seguiu uma linha independente (chamada de titoísmo por causa de Josip Broz Tito). A Romênia viveu de uma tirania rígida sob Nicolae Ceausescu que no entanto repudiava Stalin e adotava uma política de enfrentamento antirrussa, nacionalista e chauvinista. Duas tentativas de reformas dentro do socialismo foram terminadas por intervenção das tropas do Pacto de Varsóvia: na Revolução Húngara em 1956 e na Checoslováquia durante a Primavera de Praga em 1968.
Com o cisma sino-soviético e, depois, sino-albanês, a situação política do Leste Europeu se uniu coesa em torno do socialismo soviético, com as já citadas exceções da Iugoslávia (que buscou o caminho do não alinhamento) e da Albânia.

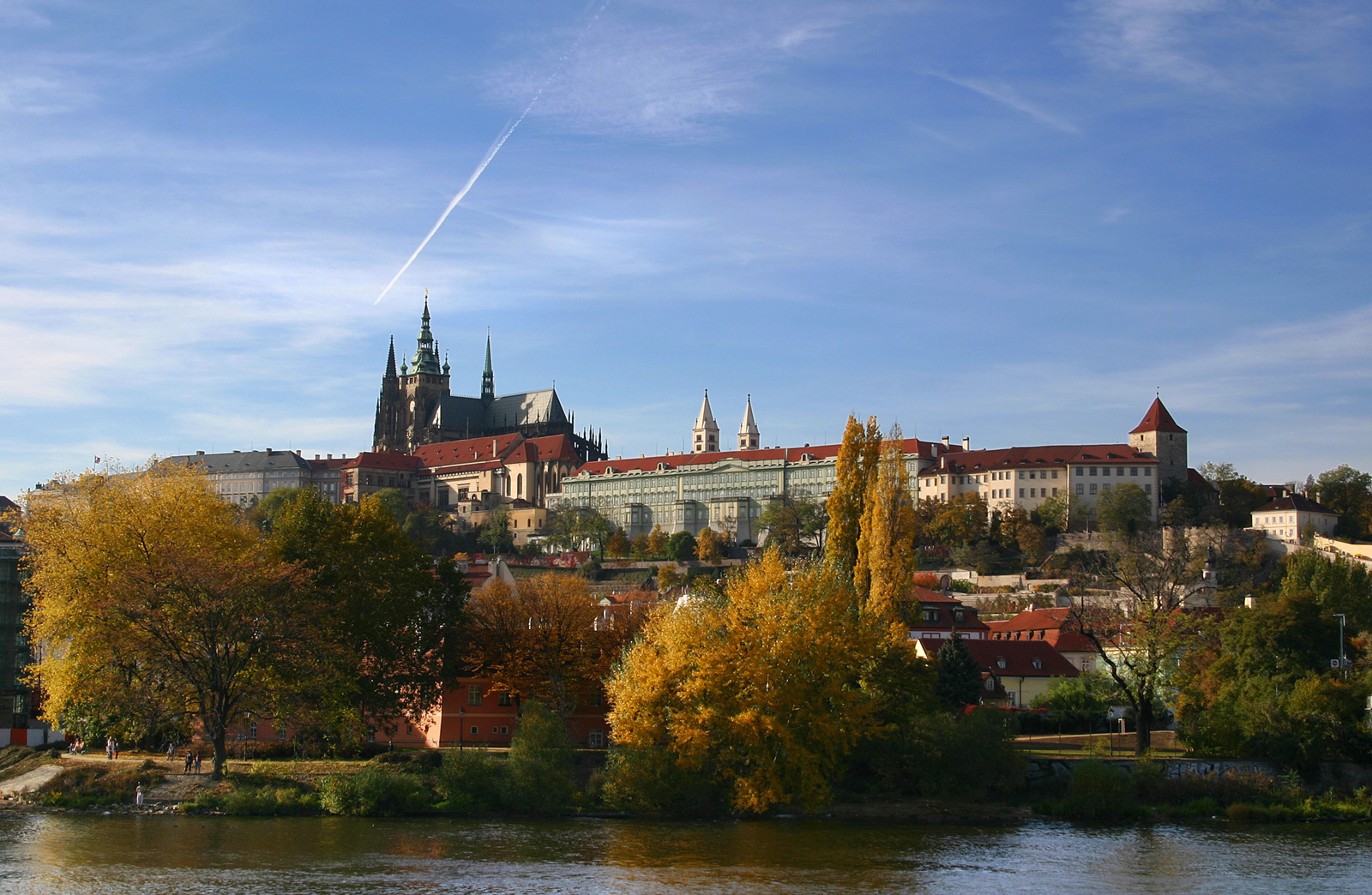
Castelo de Praga acima do rio Moldava, em Praga na República Tcheca. Nos últimos anos a cidade tornou-se um importante polo turístico na Europa.

A ascensão de Leonid Brejnev ao poder no PCUS levou relativa estabilidade política e estagnação econômica à região dos anos 1970 aos anos 1980. De forma geral, e sob pesada instigação das potências ocidentais (incluindo os serviços de inteligência como a CIA estadunidense), os regimes socialistas das democracias populares do Leste Europeu foram minados, de fora para dentro, por golpes orquestrados a partir da derrubada (ilegal) do Muro de Berlim em 1989. A isso seguiu-se a dissolução dos países federativos: a Tchecoslováquia virou República Tcheca e Eslováquia em 1990; a Eslovênia, a Croácia, a Macedônia e a Bósnia e Herzegovina saíram da Iugoslávia em 1991 e, em 31 de dezembro do mesmo ano — após uma fracassada tentativa de salvação nacional pela linha-dura do PCUS —, a União Soviética foi extinta e fragmentada em 15 repúblicas. No início de 1992, o único país socialista da região era a Iugoslávia restante, com apenas a Sérvia e Montenegro.
Com a dissolução do Bloco Socialista, a Guerra Fria acabou e os países do Leste Europeu aderiram à democracia liberal e capitalista. No entanto, vários dos novos governos da região eram compostos por integrantes da antiga nomenklatura (a antiga burocracia partidária dos PCs). Os últimos remanescentes socialistas hoje em dia no Leste Europeu são a Bielorrússia e a Moldávia, onde os partidos comunistas retornaram ao poder democraticamente por voto direto. Já em países como a Romênia, a Polônia e a República Tcheca, a esquerda praticamente não existe como força política atualmente, e os termos "comunismo" e "socialismo" são carregados de uma conotação negativa semelhante às de "nazismo" e "fascismo". Em 2004, vários países do leste europeu, como Bulgária, Eslovénia, Estônia, Letônia, Lituânia, Polônia, República Checa, Romênia, Eslováquia e Hungria, foram aceitos como membros da União Europeia, no maior alargamento já realizado pelo bloco europeu.

## Geografia
O Leste Europeu apresenta relevo mais acidentado que a média da Europa Ocidental, incluindo diversas cadeias montanhosas, cordilheiras e serras, como os Cárpatos e os Urais. O clima é predominantemente continental temperado e, no verão, as temperaturas podem oscilar de 24 °C a 35 °C. Os invernos, contudo, são severos, com neve e frequentes temperaturas abaixo do 0 °C. A vegetação, mais densa e menos devastada, é rica em florestas de pinheiros (beneficiando a indústria madeireira na região, a maior da Europa). Além disso, possui um sistema hidrográfico muito amplo, com rios de longa extensão, que deságuam tanto no Mar Negro quanto no Báltico. Entre os maiores, contam-se o Danúbio, o Volga, o Dnieper, o Dniester, o Sava, o Drina e o Don. Na área da antiga União Soviética, o curso natural dos rios foi aproveitado para a construção de grandes canais navegáveis entre eles.

## Características culturais

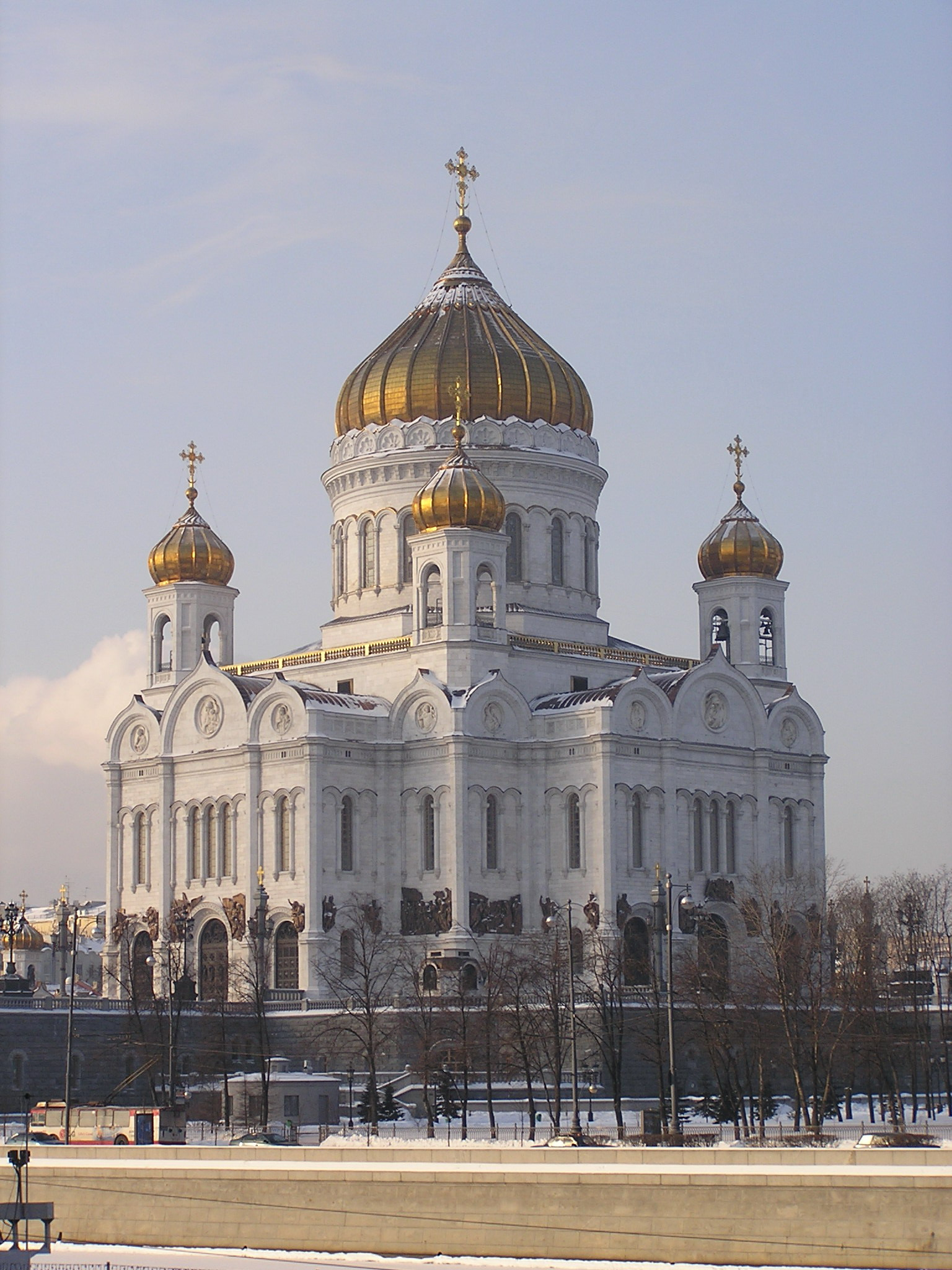
A Catedral de Cristo Salvador de Moscou.

A maioria (13) dos estados considerados normalmente como integrantes do Leste Europeu tem como língua oficial uma das línguas eslavas. Os 10 estados do Leste Europeu que não têm como língua oficial uma das línguas eslavas são os seguintes: a Estónia e a Hungria (onde se falam línguas urálicas), a Lituânia e a Letónia (onde se falam línguas bálticas), a Moldávia e a Roménia (onde se falam línguas latinas), o Azerbaijão e Cazaquistão (onde se falam línguas turcas), a Geórgia (onde se fala uma língua caucasiana), e a Armênia (onde se fala uma língua indo-europeia independente).
Apenas cinco países do Leste Europeu (Rússia, Ucrânia, Bielorrússia, Bulgária e a República da Macedónia) utilizam exclusivamente alfabeto cirílico. Outros quatro (Azerbaijão, Sérvia, Bósnia e Herzegovina e Montenegro) utilizam dois alfabetos - cirílico e latino - concomitantemente. Já a Geórgia e a Arménia usam os seus próprios alfabetos. Todos os outros utilizam exclusivamente alfabeto latino.
No Leste Europeu existe uma grande heterogeneidade religiosa. O Catolicismo a é religião predominante na Polónia, República Checa, Eslováquia, Hungria, Eslovénia, Croácia e Lituânia. O Cristianismo ortodoxo predomina na Rússia, Bielorrússia, Ucrânia, Moldávia, Roménia, Bulgária, Sérvia, Montenegro, República da Macedónia e Geórgia. O Protestantismo predomina na Estónia e Letónia. Já o Islã predomina na Bósnia e Herzegovina, Albânia, Cazaquistão e Azerbaijão.

### Cultura pop

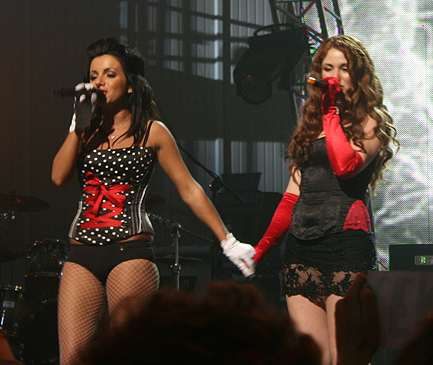
t.A.T.u., uma banda russa de grande sucesso.

O Leste Europeu tem uma cultura pop rica mas pouco divulgada fora de suas fronteiras. Mesmo com as diferenças entre os países, é possível identificar alguns traços comuns, como a presença de forte influência da estética oriental na música, no design e na produção audiovisual. Em diversos deles, há uma mistura intensa entre televisão e política, com vários apresentadores de programas de auditório sendo também políticos e parlamentares atuantes.
O cinema talvez seja a mais conhecida das manifestações culturais recentes, a partir de cineastas premiados no Ocidente como o sérvio Emir Kusturica, o romeno Radu Mihaileanu e o russo Nikita Mikhalkov, e de filmografias como o cinema russo. Nos anos 1960 e 1970, era bem divulgada também a animação do Leste Europeu, que iniciou técnicas pioneiras em países como a Hungria e a então Tchecoslováquia.
Na música, em vários países predomina uma mescla entre ritmos tradicionais (conhecidos pelo intenso uso da modulação tonal) e estilos modernos/dançantes, como a cantora estoniana Kerli, e o turbofolk iugoslavo (com Ceca e Lepa Brena) e a chalga búlgara, mais O-Zone e Holograf na Romênia. Na Rússia e em outras antigas repúblicas da URSS, há uma forte cultura de música dance, techno e batidas eletrônicas que lançou nomes como as bandas t.A.T.u., Zemfira, as cantoras Alsou, Ruslana, Polina Gagárina e Mariana Sadovska, e as cantoras romenas Alexandra Stan e Inna, o cantor bielorrusso Dmitri Koldun, o cantor russo Dima Bilan e os cantores-mirins Vlad Krutskikh, Ksenia Sitnik e as Gêmeas Tolmatchovî.
É perceptível o crescimento de vários destes países no Festival Eurovision, com colocações expressivas nos últimos anos e duas vitórias nas ultimas cinco edições.
Também tem estado na moda, dos anos 2000 em diante, uma onda de nostalgia dos regimes socialistas, principalmente por parte das novas gerações que eram muito crianças na época em que vigoravam. Presente principalmente no design gráfico e na publicidade, este movimento restaura símbolos e elementos estéticos do socialismo, como as bandeiras vermelhas, a foice e martelo e o Realismo Socialista, com status de retrô ou vintage. Nas repúblicas da ex-Iugoslávia, essa moda é apelidada de iugostalgia.

## Divisões

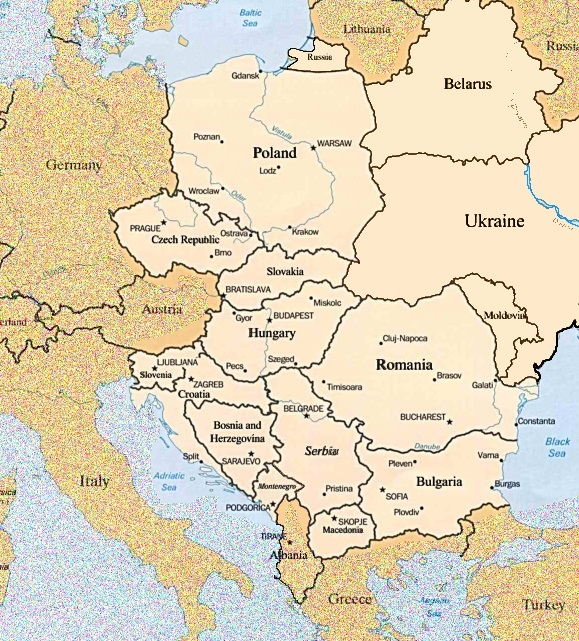
Mapa de parte do Leste Europeu (em inglês).

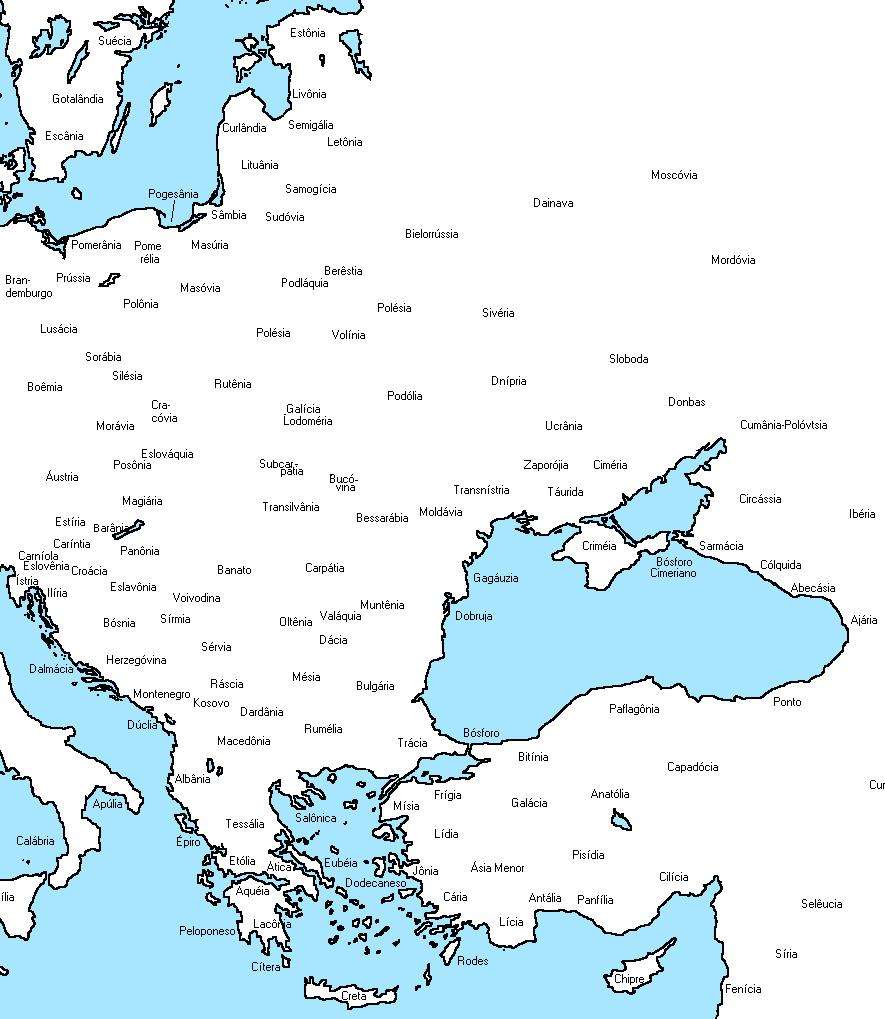
Regiões históricas e/ou subnacionais do Leste Europeu (várias delas se sobrepõem ou são diferentes nomenclaturas para a mesma área).

### Países
No imaginário e fontes ocidentais são normalmente considerados como integrantes do Leste Europeu os seguintes países:
- Arménia ou Armênia
- Bielorrússia ou Belarus
- Bósnia e Herzegovina
- Bulgária
- Chéquia ou República Tcheca
- Croácia
- Cazaquistão
- Geórgia
- Eslováquia ou República Eslovaca
- Eslovénia ou Eslovênia
- Estónia ou Estônia
- Hungria
- Kosovo (status indefinido)
- Letónia ou Letônia
- Lituânia
- Macedónia do Norte ou Macedônia do Norte
- Moldávia
- Montenegro
- Polónia ou Polônia
- Roménia ou Romênia
- Rússia
- Sérvia
- Turquia
- Ucrânia

Além destes, também são frequentemente incluídos como pertencentes ao Leste Europeu por fatores geopolíticos e culturais o seguinte país caucasiano:
- Azerbaijão

Também foram considerados do Leste Europeu os seguintes países extintos:
- Alemanha Oriental
- Iugoslávia ou Jugoslávia
- Sérvia e Montenegro
- Checoslováquia ou Tchecoslováquia
- União Soviética

### Regiões
- Bálcãs
- Bessarábia
- Boêmia
- Crimeia
- Dácia
- Dalmácia
- Dobruja
- Eslavônia
- Galícia
- Lusácia
- Morávia
- Panônia
- Pomerânia
- Ráscia
- Rutênia
- Samogícia
- Silésia
- Trácia
- Transilvânia
- Valáquia

### Organizações Regionais
- Grupo de Visegrád - acordo comercial e alfandegário entre Hungria, Eslováquia, Polônia e República Tcheca
- Fundação Carpathia - promoção de cooperação e desenvolvimento regional [privado] nos países dos Cárpatos

### Instituições de Análise Político-Econômica
- «TOL - Transitions Online» (em inglês). - ONG e revista especializada em política e economia do Leste Europeu
- «ISIS - Institute for Security and International Studies» (em inglês). - think tank suíço de política e segurança no Leste Europeu
- EWI - Instituto Leste-Oeste
- «EuroBalk» (em inglês). - Instituto da Europa Centro-Oriental e Balcânica
- «Southeast European Politics Online» (em inglês). - revista eletrônica sobre política dos Bálcãs

### Grupos acadêmicos
- «CREES - Centro para Estudos da Rússia, Leste Europeu e Eurásia» (em inglês). - Universidade de Stanford, EUA
- «CREES - Centro de Estudos Russos e do Leste Europeu» (em inglês). - Universidade de Michigan, EUA
- «Balkan Academic News» (em inglês). - grupo de discussão acadêmico sobre os Bálcãs
- «Central Europe Review» (em inglês). - publicação de artigos acadêmicos sobre Europa Central (Leste Europeu)
- «Davis Center for Russian and Eurasian Studies» (em inglês). - Universidade de Harvard, EUA
- «Kokkalis - Harvard» (em inglês). - Programa Kokkalis sobre Leste Europeu - Universidade Harvard, EUA
- «SIPA - East Central European Center» (em inglês). - Centro de Estudos sobre Europa Central e de Leste da Escola de Assuntos Internacionais e Políticos da Universidade Colúmbia, EUA
- «Harriman Institute» (em inglês). - Instituto de Estudos do Leste Europeu da Escola de Assuntos Internacionais e Políticos da Universidade Colúmbia, EUA
- «Russia, Eurasia, and East Europe: Regional Studies Program» (em inglês). - Universidade Colúmbia (Nova York, EUA)
- «Russian & East European Studies» (em inglês). - Centro de Estudos Russos e do Leste Europeu da Universidade de Oxford, Reino Unido
- «UCL School of Slavonic and East European Studies» (em inglês). - Escola de Estudos Eslavos e do Leste Europeu do Colégio Universitário de Londres, Reino Unido
- UFR d’Études Slaves - Centro de Estudos Eslavos da Universidade de Paris IV - Sorbonne, França (em francês)